# Gefecht bei Nuits
Weißenburg – Spichern – Wörth – Colombey – Straßburg – Toul – Mars-la-Tour – Gravelotte – Metz – Beaumont – Noisseville – Sedan – Sceaux – Chevilly – Bellevue – Artenay – Châtillon – Châteaudun – Le Bourget – Coulmiers – Amiens – Beaune-la-Rolande – Villepion – Loigny und Poupry – Orléans – Villiers – Beaugency – Nuits – Hallue – Bapaume – Villersexel – Le Mans – Lisaine – Saint-Quentin – Buzenval – Paris – Belfort
Das Gefecht von Nuits (französisch Bataille de Nuits-Saint-Georges) vom 18. Dezember 1870, war ein Treffen des Deutsch-Französischen Krieges, in welchem Einheiten der badischen Felddivision unter General von Glümer, welche im Raum südlich von Dijon zum Angriff übergingen, einer annähernd gleichstarken französischen Division unter Camille Crémer eine Niederlage zufügten.

## Vorgeschichte

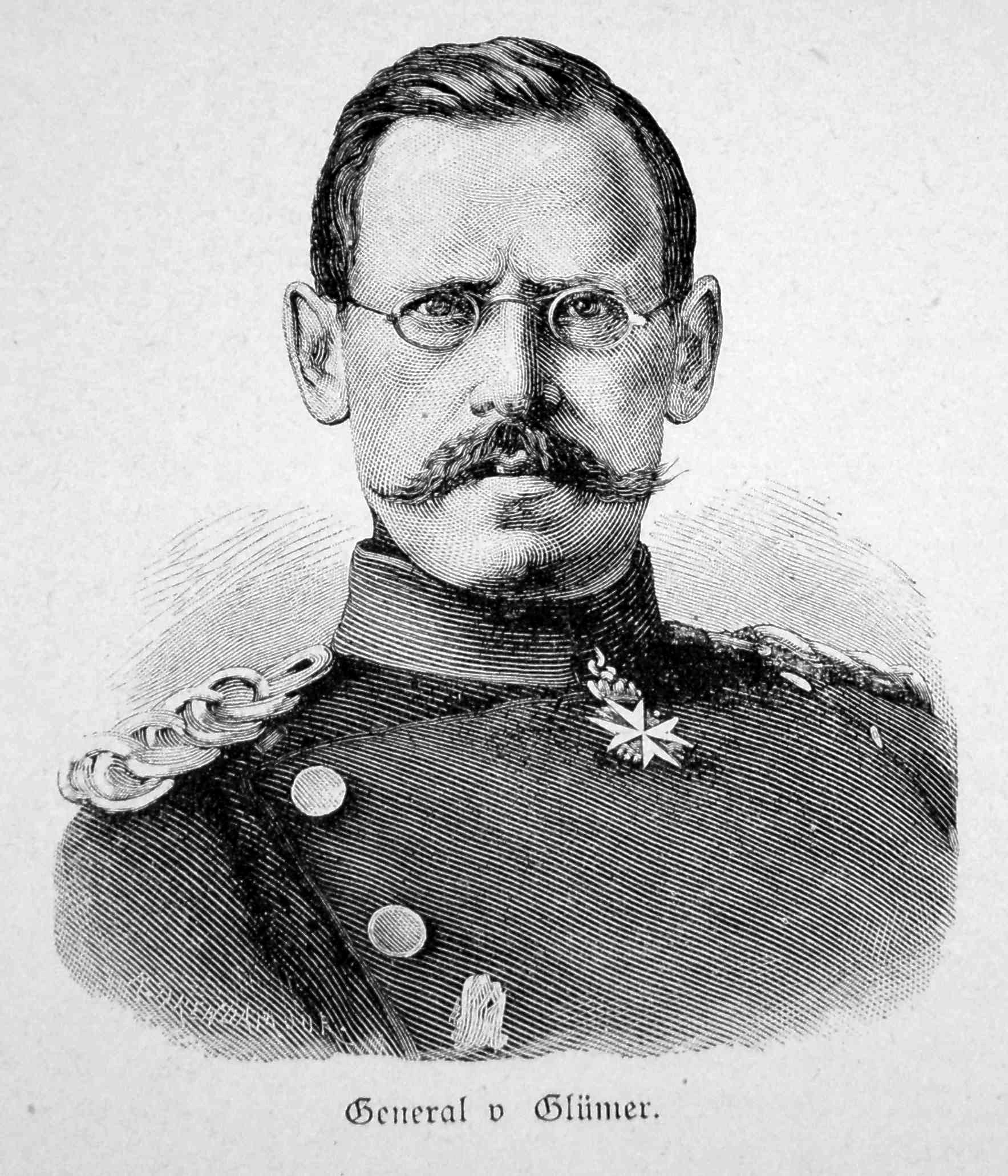
Adolf von Glümer

Die Belagerung von Belfort begann am 26. November durch die deutsche 1. Reserve-Division. Die badische Felddivision war bis nach Dijon vorgestoßen, das nach kurzen Kämpfen am 31. Oktober 1870 erobert worden war. Mitte Dezember setzte Tauwetter ein; diesen Umstand benutzten die Franzosen im Raum südlich Dijon zur regen Tätigkeit. Am 14. Dezember besetzte der französische General Crémer die Kleinstadt Nuits. General von Werder, der Kommandeur der Badener, bemerkte die Gefahr, welche Dijon bedrohte und reagierte sofort mit Gegenmaßnahmen. Zum Schutze der Stadt blieb die badische 3. Infanterie-Brigade (Generalmajor Keller) in Dijon zurück. General Glümer erhielt den Befehl, die badische 1. und 2. Brigade (12 Bataillone, 7 Schwadronen und 6 Batterien) mit etwa 10.500 Mann und 36 Geschützen dem Gegner entgegen zuführen. Die Stärke der französischen Division Crémers, welche zwischen Nuits und Beaune festgestellt wurde, war der deutschen Führung anfangs nicht bekannt. Später wurden aber zwei Brigaden festgestellt, die zusammen 12.800 Mann mit 20 Geschützen zählten. Crémers linke Flanke an der Saone wurde durch General Pelissier mit Mobil- und Nationalgarde gesichert, die auch die Flussübergänge bei Verdun und Seurre kontrollierten. Am linken Flügel Crémers auf den Höhen von Autun stand noch das italienische Freiwilligenkorps unter Garibaldi.

## Verlauf

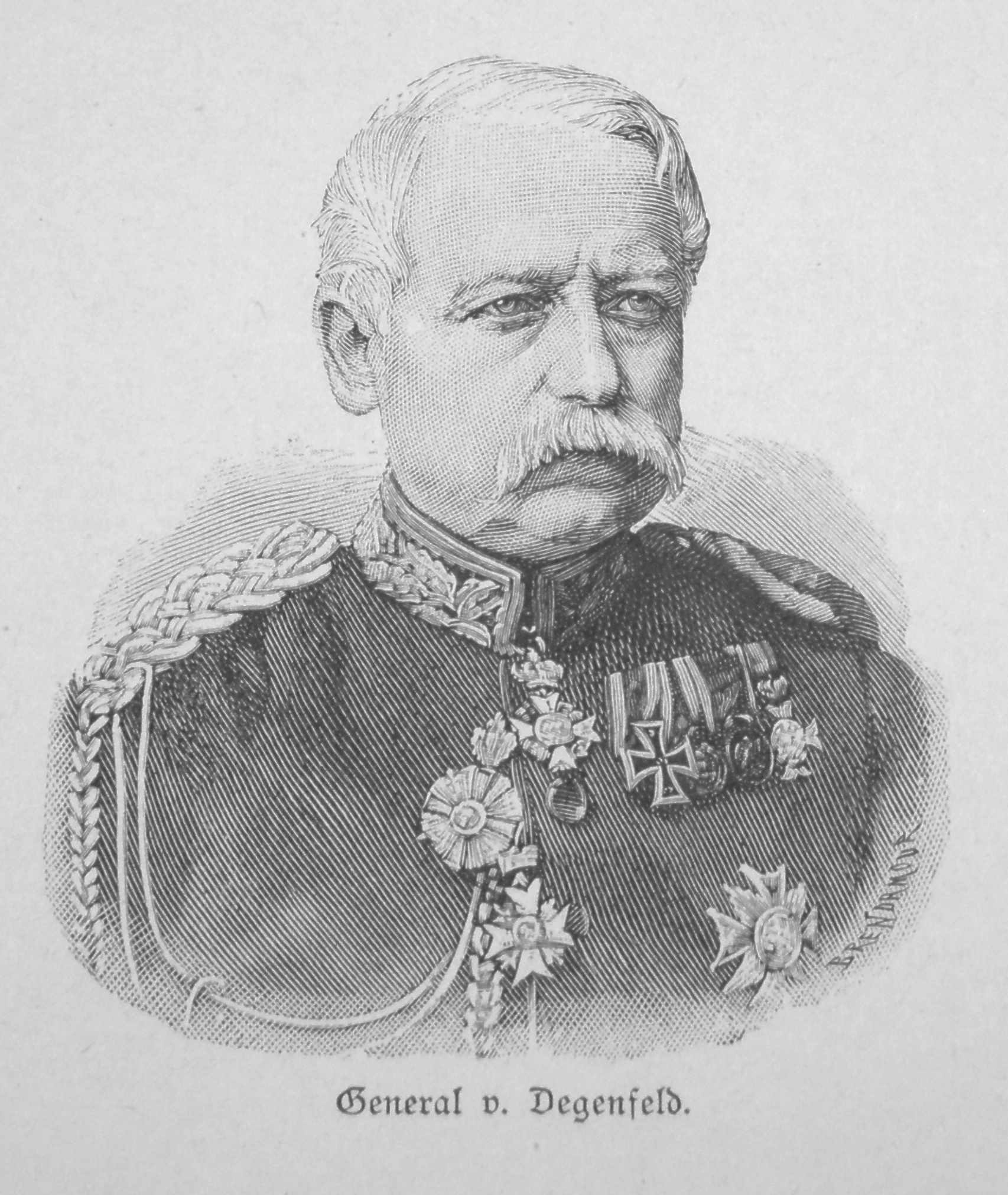
Alfred von Degenfeld

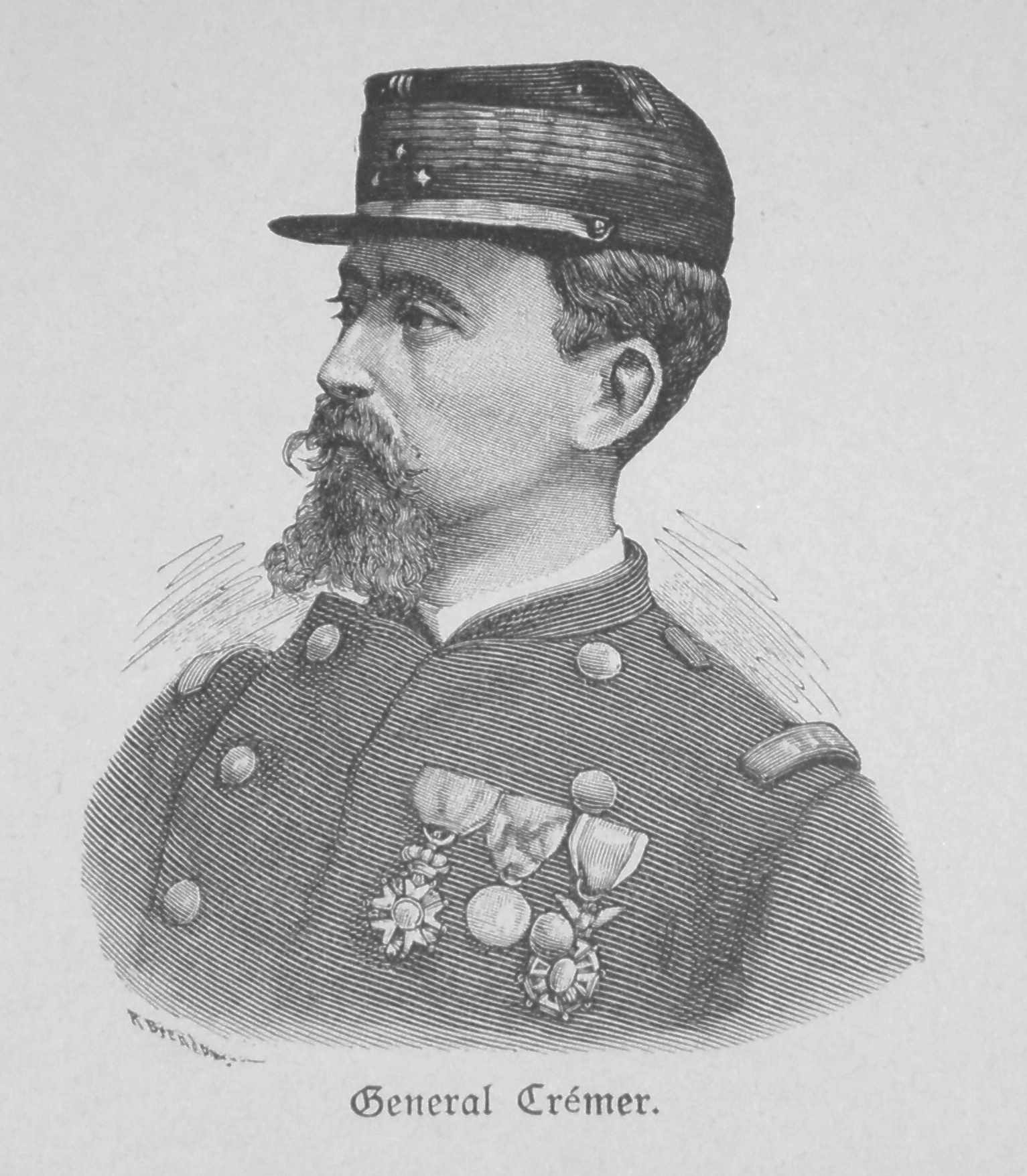
General Camille Crémer

Die Badener trafen auf die französischen Vorposten, welche bei Gevrey und von den Waldungen am Vougebach im Osten von Boncourt le Bois auf Beaune zurückgingen, wo der Anschluss an das französische Gros erreicht wurde. Die badische 2. Infanterie-Brigade von Degenfeld wurde am linken Flügel auf den Höhen in ein schweres Gefecht verwickelt, welches sich auf die ganze Linie ausdehnte. Gegen Mittag stieß die Badener Avantgarde bei Boncourt zuerst auf Widerstand, erstürmte rechts diesen Vorort und nahm links Agencourt. Die französische Hauptkampflinie war entlang der Eisenbahn und dem Menzinbach festgestellt worden. Gegen 14 Uhr befahl General Glümer den allgemeinen Angriff. Nachdem die Deutschen dem Gegner auch La Berere entrissen hatten, gingen sie mit dem I. und II. Bataillon des badischen Leib-Grenadier-Regimentes unter Oberst von Wechmar an der Spitze gegen die Eisenbahnlinie und den Bahnhof des Ortes vor, wo die Entscheidung des Tages fiel. Das I. Bataillon erlitt beim Vorstoß von Agencourt gegen den Bahndamm und den dortigen Bahneinschnitt schwere Verluste durch die französischen Chassepots. Bevor es kritisch wurde, trafen frische Bataillone des 2. Grenadier-Regimentes mit vier schweren Batterien ein. Unter ausreichendem Feuerschutz ging die ganze 1. Infanterie-Brigade des Prinzen Wilhelm gegen die Bahnlinie vor, besonders der Angriff der Füsiliere des 2. Regimentes zeigte Wirkung.
Die Franzosen begannen zu weichen, nur im Norden des Bahnhofes leisteten sie weiterhin starken Widerstand. Französische Batterien, welche von der beherrschenden Höhe von Chaux wirkten, rissen große Lücken in die badischen Angriffslinien. Sowohl General Glümer als auch Prinz Wilhelm wurden schwer verwundet und mussten das Gefecht verlassen. Oberst von Renz übernahm nach dem Abgang des Prinzen die Führung der Brigade, fiel aber wenig später an der Seite seines Adjutanten durch französisches Schnellfeuer. Um diese Zeit erzielte aber bereits der linke Flügel der Badener einen entscheidenden Erfolg. Zwei Bataillone der Brigade Degenfeld hatten Vosnes und Conceux genommen und rollten die französische Stellung von der anderen Flanke auf. Gegen 17 Uhr fiel Nuits in die Hände der Badener, sie hatten dabei nahezu 940 Mann an Toten und Verwundeten verloren. Die Franzosen verloren in diesem Treffen 1700 Mann, davon fielen 650 Mann unverwundet in deutsche Gefangenschaft.

## Folgen
Nach der Verwundung Glümers hatte General Werder selbst die Leitung des Gefechts übernommen. Am Morgen des 19. Dezember wurde der Abzug der Franzosen festgestellt, für eine Verfolgung reichten die Kräfte des XIV. Armeekorps nicht aus. Zuletzt mussten sieben Bataillone an den Einschließungsring von Belfort abgegeben werden. General Werder ging wieder auf Dijon zurück, wo der Rest des Monats ohne Kämpfe endete. Die französische Ostarmee wurde jetzt im Raum Besançon konzentriert und verstärkt. Dies veranlasste die Deutschen am 27. Dezember zur Aufgabe von Dijon. Beim Treffen bei Villersexel am 9. Januar 1871 gelang den Franzosen ein taktischer Erfolg, den das deutsche XIV. Armeekorps durch den Sieg in der Schlacht an der Lisaine aufhob.